# Товада (озеро)
Това́да (яп. 十和田湖 Товада-ко) — кратерное озеро на границе префектур Аомори и Акита в Японии. Находится на высоте 400 м над уровнем моря. Самое крупное кратерное озеро на острове Хонсю. Располагается в национальном парке. Стенки кальдеры достигают в некоторых местах высоты 1000 м и достигают вершины на вулкане Товада на высоте 1159 м. Ярко-синий цвет озера является результатом чистой воды и большой глубины озера (326,8 м — третье по глубине озеро Японии). Видимость составляет 15 м. Площадь озера — 61,0 км², его объём составляет 4,19 км³, а периметр — 46 км. Из озера вытекает река Оирасэ.
Озеро ежегодно посещает ок. 3 миллионов туристов. Оно пригодно для купания и является излюбленным местом отдыха путешественников. Здесь имеются многочисленные отели и пансионаты. Поздним летом здесь проходит общий праздник трёх префектур Кунидзанкай-мацури. По озеру курсируют несколько раз в день паромы и прогулочные катера.

## Галерея

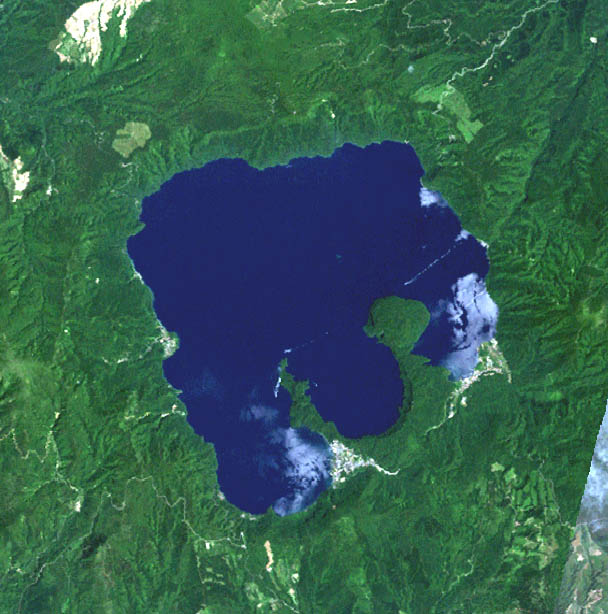
Снимок озера из космоса
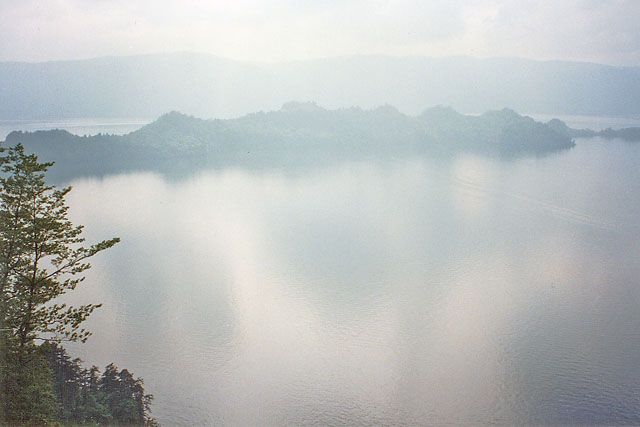
Озеро Товада
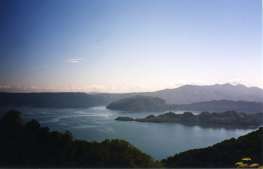
Озеро в конце лета